# Pakosławice
Pakosławice è un comune rurale polacco del distretto di Nysa, nel voivodato di Opole.
Ricopre una superficie di 74,03 km² e nel 2004 contava 3 929 abitanti.